# Orbamia renimacula
Orbamia renimacula är en fjärilsart som beskrevs av Louis Beethoven Prout 1926. Orbamia renimacula ingår i släktet Orbamia och familjen mätare. Inga underarter finns listade i Catalogue of Life.